# Paracentropogon rubripinnis

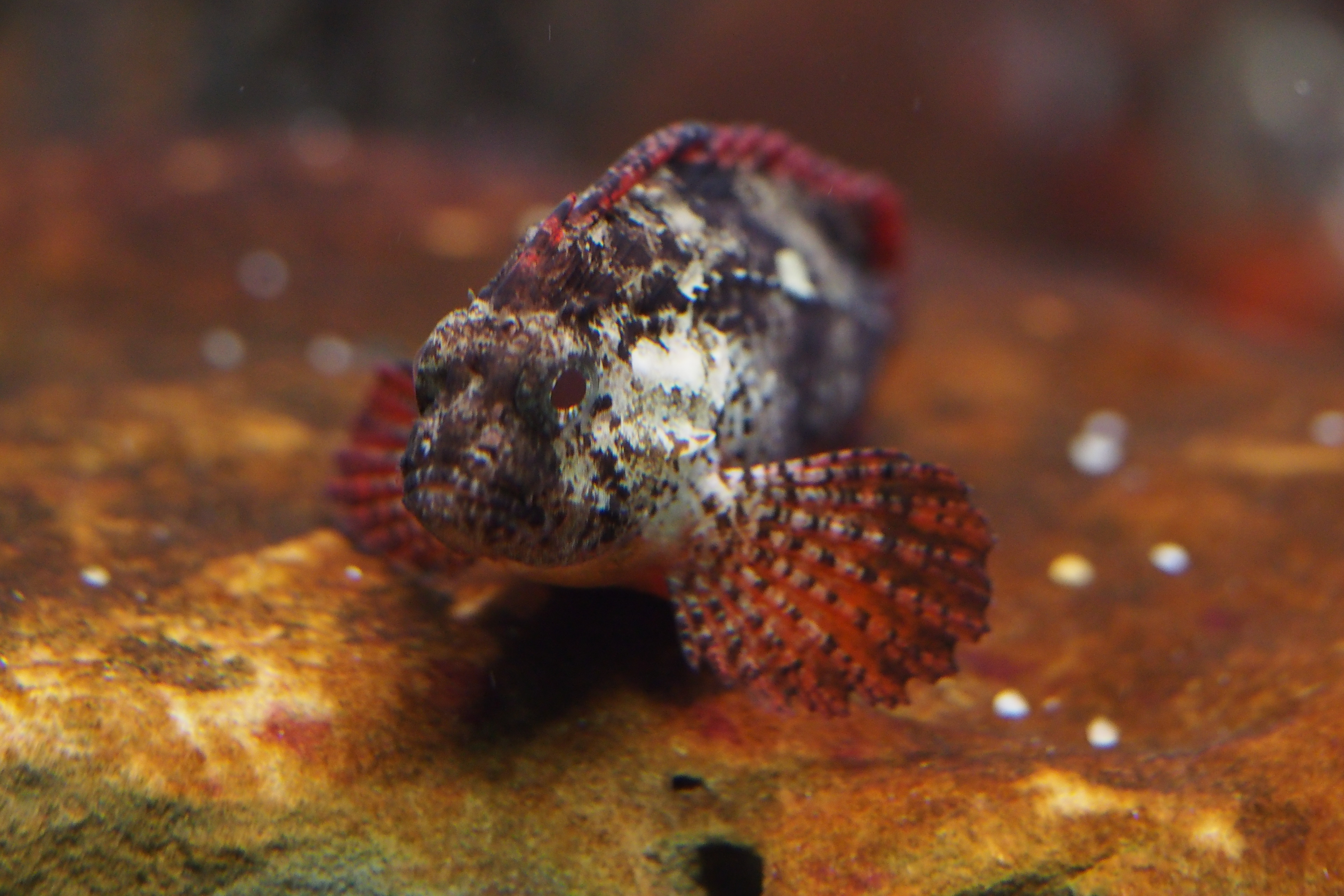

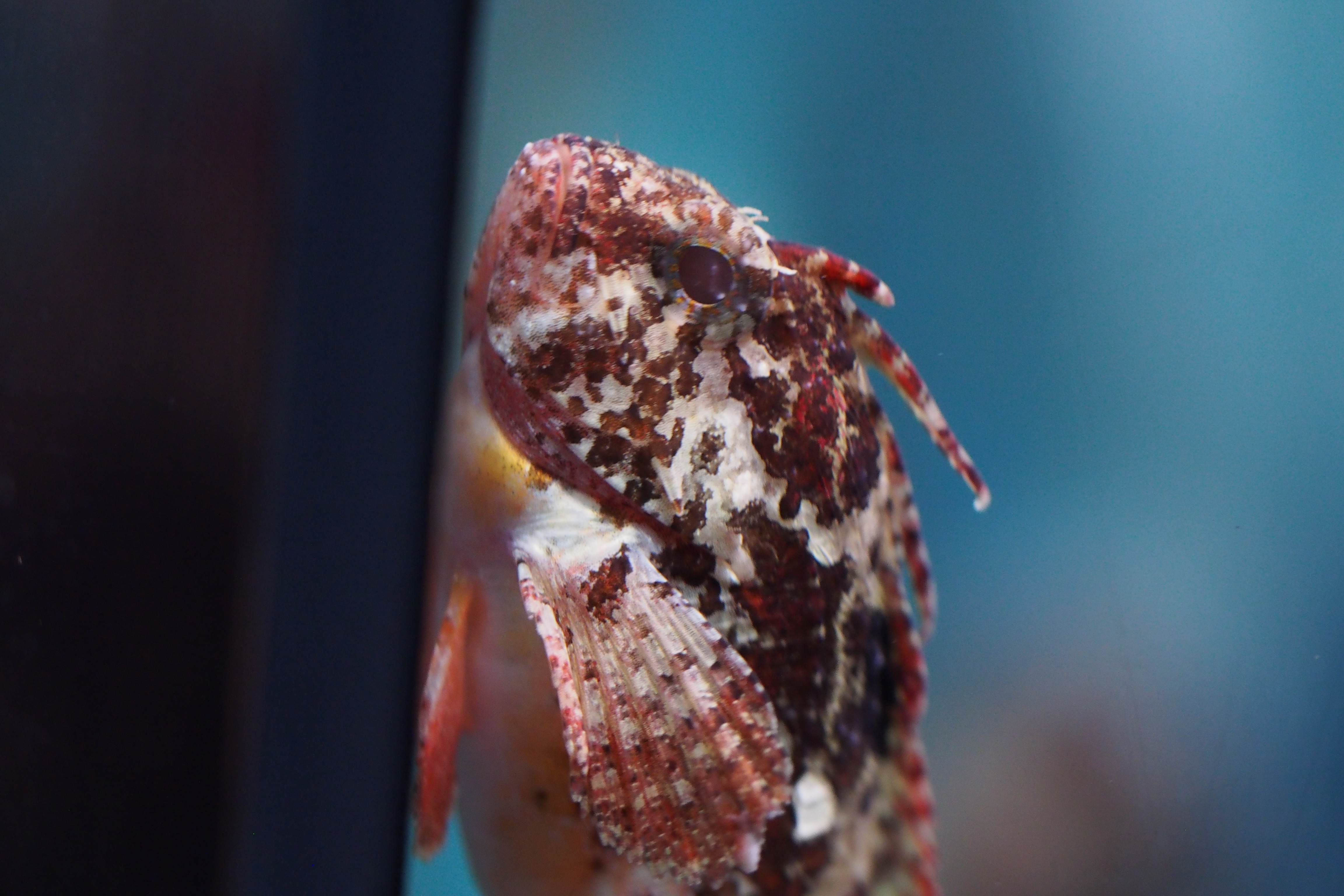

Paracentropogon rubripinnis és una espècie de peix pertanyent a la família dels tetrarògids i a l'ordre dels escorpeniformes.

## Etimologia
Paracentropogon deriva dels mots grecs παρά (para; al costat de, prop), κέντρον (kéntron; fibló) i pogon (barba), mentre que l'epítet rubripinnis prové de les paraules llatines ruber (roig) i pinnis (aleta) en referència a les vores vermelles de les seues aletes.

## Descripció
Fa 9,3 cm de llargària màxima. 14-15 espines i 6-7 radis tous a l'única aleta dorsal. 3 espines i 3-4 radis tous a l'aleta anal. Línia lateral contínua. Absència d'aleta adiposa. Aletes pectorals amb cap espina i 11-11 radis tous. 1 espina i 5-5 radis tous a les aletes pelvianes. Espines dorsals verinoses. Presenta una coloració marró clapejada i amb les vores de les aletes de color vermell. L'aleta dorsal se li eriça quan se sent amenaçat o es posa a la defensiva. Punt negre entre la cinquena i la sisena espines dorsals. Taca blanca sobre la línia lateral (per sota del punt negre esmentat abans) i que sembla més visible en els mascles. Espines dorsals amb incisions, les quals són més pronunciades, allargades, corbades i dirigides cap enrere en els mascles que no pas en les femelles. Els mascles són més grossos que les femelles.

## Alimentació
Menja amfípodes, isòpodes, crancs, poliquets, gambes i invertebrats bentònics. El seu nivell tròfic és de 3,44.

## Hàbitat i distribució geogràfica
És un peix marí, associat als esculls i de clima tropical, el qual viu al Pacífic nord-occidental: els esculls rocallosos i les àrees somes poblades per Zostera marina del sud del Japó (com ara, les prefectures de Miyazaki, Ehime i Kagoshima), el sud de la península de Corea (Corea del Sud) i el corrent de Kuroshio.

## Observacions
És verinós per als humans, el seu índex de vulnerabilitat és baix (24 de 100) i forma part del comerç internacional de peixos ornamentals (el seu preu era de 79'99 dòlars estatunidencs l'any 2015 segons la pàgina web That Fish Place).